# Astropecten gisselbrechti
Astropecten gisselbrechti är en sjöstjärneart som beskrevs av Doderlein 1917. Astropecten gisselbrechti ingår i släktet Astropecten och familjen kamsjöstjärnor. Inga underarter finns listade i Catalogue of Life.